# 潘傑希爾山谷
潘杰希尔谷地（普什图语/達利語：‎，字面意思為「五獅谷」）是阿富汗中北部的一个山谷，位於興都庫什山脈中央深處，離喀布尔以北150（93英里）潘杰希尔山谷綿延近100公里（62英里）長，並有潘傑希爾河流經其中。该山谷的人口為100,000人，是阿富汗最大的塔吉克族聚集地。 2004年4月，它成为潘傑希爾省的一部分，之前是帕尔旺省的一部分。 

## 歷史
1980年至1985年蘇阿戰爭期间，艾哈迈德·沙阿·马苏德擊退了阿富汗民主共和国和苏联發起的進攻，成功守住潘杰希尔山谷。1996年至2001年塔利班与马苏德指挥下的北方联盟之间的内战期间，塔利班進攻潘杰希尔山谷，不過被北方聯盟擊退。2021年8月塔利班重新控制阿富汗大部後，阿富汗副總統阿姆魯拉·薩利赫率軍退守潘傑希爾山谷繼續抵抗。9月6日，塔利班控制了潘傑希爾城市。

## 地理
潘傑希爾山谷一直是一條重要的通道，是興都庫什山脈通向北部平原的和穿過巴達赫尚的必經之路，亞歷山大大帝和帖木兒都曾通過這裏。

## 經濟
公元1世紀，老普林尼就對該地區的祖母綠寶石進行了評論。在中世紀，潘傑希爾是聞名的白銀開採和鑄幣中心。截至1985年，那裡發現了超過190克拉（38克）的鑽石。現代化道路的建設和無線電塔使山谷居民能夠從阿富汗首都喀布爾接收無線電信號，從而引發了山谷的發展熱潮。通過修建幾座水電大壩，該山谷有可能成為阿富汗的能源中心。2008年4月，在潘傑希爾山谷建造了一個10渦輪風力發電場。